# Acacia unguicula
Acacia unguicula là một loài thực vật có hoa trong họ Đậu. Loài này được R.S.Cowan & Maslin miêu tả khoa học đầu tiên.